# 元田昌義
元田 昌義（もとだ まさよし、1946年1月5日 - ）は、奈良県香芝市出身の元プロ野球選手（捕手）・コーチ。

## 経歴
御所工では東田正義と同期で、2年次の1962年に春の選抜へ正捕手として出場。2回戦で松山商と対戦したが、山下律夫を攻略できず敗退。3年次の1963年も春の選抜に2年連続出場を果たして準々決勝に進むが、この大会に優勝した下関商の池永正明に抑えられて敗退。同年の春季近畿大会ではエース・戸田善紀を擁するPL学園を降して優勝し、夏の甲子園県予選でも決勝に進むが、高田高に惜敗。
卒業後の1964年に南海ホークスへ入団。強打の選手ではあったが、入団時期が野村克也の全盛期と重なったため、一軍での出場機会はほとんどなかった。4年目の1967年10月11日の近鉄戦（大阪）に高橋博の代打で初出場を果たし、鈴木啓示から初安打を放つ。この安打が現役最初で最後の安打になったため、打率は10割であった。1969年10月8日の西鉄戦（平和台）に偵察オーダーで出場したのが最後の出場となり、同年限りで現役を引退。
引退後は南海→ダイエーで二軍コーチ補佐（1970年 - 1971年）、二軍打撃コーチ（1972年 - 1981年, 1983年 - 1995年）、一軍打撃コーチ（1982年）を務めた。在任中は一軍での実績はなかったが、その指導力は「元田教室」と言われるほど評価され、選手からは怖いが面倒見の良さで「もっさん」と慕われた。二軍時代の定岡智秋、河埜敬幸、久保寺雄二、新井宏昌をみっちり鍛えた。退団後は台湾へ渡り、興農バッテリー技術顧問（1996年）、統一ヘッド兼打撃コーチ（1998年）を務めた。14年間野球塾として小学生と中学生も指導し、現在は少年野球チーム「大阪交野リトルシニア」アドバイザー、興国高校捕手コーチを務めている。

## 詳細情報

### 年度別打撃成績
| 年 度     | 球 団     | 試 合 | 打 席 | 打 数 | 得 点 | 安 打 | 二 塁 打 | 三 塁 打 | 本 塁 打 | 塁 打 | 打 点 | 盗 塁 | 盗 塁 死 | 犠 打 | 犠 飛 | 四 球 | 敬 遠 | 死 球 | 三 振 | 併 殺 打 | 打 率 | 出 塁 率 | 長 打 率 | O P S |
| --------- | --------- | ----- | ----- | ----- | ----- | ----- | -------- | -------- | -------- | ----- | ----- | ----- | -------- | ----- | ----- | ----- | ----- | ----- | ----- | -------- | ----- | -------- | -------- | ----- |
| 1967      | 南海      | 1     | 1     | 1     | 0     | 1     | 0        | 0        | 0        | 1     | 0     | 0     | 0        | 0     | 0     | 0     | 0     | 0     | 0     | 0        | 1.000 | 1.000    | 1.000    | 2.000 |
| 1969      | 南海      | 1     | 0     | 0     | 0     | 0     | 0        | 0        | 0        | 0     | 0     | 0     | 0        | 0     | 0     | 0     | 0     | 0     | 0     | 0        | ----  | ----     | ----     | ----  |
| 通算：2年 | 通算：2年 | 2     | 1     | 1     | 0     | 1     | 0        | 0        | 0        | 1     | 0     | 0     | 0        | 0     | 0     | 0     | 0     | 0     | 0     | 0        | 1.000 | 1.000    | 1.000    | 2.000 |

### 背番号
- 35 （1964年 - 1969年）
- 64 （1970年 - 1978年）
- 85 （1979年 - 1982年、1986年 - 1988年）
- 73 （1983年 - 1985年、1989年 - 1995年）
- 75 （1996年）
- 70 （1998年）